# Rossovskyita
La rossovskyita és un mineral de la classe dels òxids, que pertany al grup de la wolframita. Rep el nom per Lev Nikolaevich Rossovskii (1933-2009), geòleg rus, especialista en la geoquímica i la mineralogia de les pegmatites granítiques.

## Característiques
La rossovskyita és un òxid de fórmula química (Fe³⁺,Ta)(Nb,Ti)O₄. Va ser aprovada com a espècie vàlida per l'Associació Mineralògica Internacional l'any 2014. Cristal·litza en el sistema monoclínic. La seva duresa a l'escala de Mohs és 6.
L'exemplar que va servir per a determinar l'espècie, el que es coneix com a material tipus, es troba conservat a les col·leccions del museu mineralògic de la Universitat Estatal de Tomsk, amb el número d'inventari: 20927.

## Formació i jaciments
Va ser descoberta a la pegmatita de Bulgut, dins els monts Altai (Província de Khovd, Mongòlia). Es tracta de l'únic indret de tot el planeta on ha estat descrita aquesta espècie mineral.